# Società Sportiva Maceratese 1970-1971
Questa voce raccoglie le informazioni riguardanti la Società Sportiva Maceratese nelle competizioni ufficiali della stagione 1970-1971.

## Rosa
| N. |                   | Ruolo | Calciatore           |
| -- | ----------------- | ----- | -------------------- |
|    | Italia (bandiera) | A     | Oreste Alessandrini  |
|    | Italia (bandiera) | D     | Antonio Biondi       |
|    | Italia (bandiera) | C     | Renzo Brando         |
|    | Italia (bandiera) | A     | Alessandro Capponi   |
|    | Italia (bandiera) | A     | Rolando Cervigni     |
|    | Italia (bandiera) | D     | Giuseppe Ciappelloni |
|    | Italia (bandiera) | A     | Antonio Cittadini    |
|    | Italia (bandiera) | C     | Angelo Conti         |
|    | Italia (bandiera) | C     | Fulvio Donatello     |
|    | Italia (bandiera) | C     | Bruno Nobili         |

| N. |                   | Ruolo | Calciatore          |
| -- | ----------------- | ----- | ------------------- |
|    | Italia (bandiera) | D     | Alessio Olivieri    |
|    | Italia (bandiera) | D     | Giorgio Olivieri    |
|    | Italia (bandiera) | C     | Romolo Pellegrini   |
|    | Italia (bandiera) | P     | Ezio Posocco        |
|    | Italia (bandiera) | D     | Alberto Prenna      |
|    | Italia (bandiera) | D     | Giuseppe Rega (cap) |
|    | Italia (bandiera) | A     | Vittorio Tomiet     |
|    | Italia (bandiera) | D     | Ambrogio Valadè     |
|    | Italia (bandiera) | C     | Alessandro Veracini |
|    | Italia (bandiera) | A     | Renzo Zimerle       |